# Joe Thatcher
Pour les articles homonymes, voir Thatcher (homonymie).
Joseph Thatcher (né le 4 octobre 1981 à Indianapolis, Indiana, États-Unis) est un lanceur de relève gaucher des Indians de Cleveland de la Ligue majeure de baseball. 

## Carrière

### Padres de San Diego
Joe Thatcher fait ses débuts dans les majeures le 26 juillet 2007 pour les Padres de San Diego, qui viennent de l'obtenir dans une transaction qui envoie chez les Brewers de Milwaukee le lanceur droitier Scott Linebrink.
L'ancien lanceur de l'université Indiana State affiche une moyenne de points mérités de 1,29 en 22 sorties à sa première saison en 2007, remportant deux victoires contre autant de défaites.
Son passage chez les Padres est difficile en 2008 : il perd ses quatre décisions et sa moyenne s'élève à 8,42.
En revanche, il se montre fiable dans l'enclos de relève au cours des deux saisons qui suivent. En 2009, il est utilisé dans 52 rencontres et abaisse sa moyenne de points mérités à 2,80 en 45 manches lancées. Il remporte sa seule décision. Il est brillant en 2010 avec une moyenne de points mérités de 1,29 en 35 manches lancées lors de 65 sorties en relève.
Il ne lance que 10 manches pour San Diego en 2011. Il amorce la saison sur la liste des joueurs blessés et subit une opération à l'épaule gauche le 2 mai.
En 2012, il affiche une moyenne de points mérités de 3,41 avec 39 retraits sur des prises en 31 manches et deux tiers lancées en 55 matchs pour San Diego. Il réalise durant l'année son premier sauvetage en carrière.
Il connaît une très bonne première moitié de campagne chez les Padres en 2013 avec une moyenne de 2,10 points mérités accordés par partie en 30 manches au monticule. Il remporte trois victoires contre une défaite en 50 parties jouées.

### Diamondbacks de l'Arizona
Le 31 juillet 2013, San Diego échange Thatcher et le droitier des ligues mineures Matt Stites aux Diamondbacks de l'Arizona contre le lanceur partant droitier Ian Kennedy. Il ne lance que 9 manches et un tiers en 22 apparitions au monticule pour les Diamondbacks en fin de saison 2013 et sa moyenne de points mérités s'élève à 6,75 durant cette période. Thatcher complète la campagne avec 3 victoires, 2 défaites et une moyenne de 3,20 en 39 manches et un tiers lancées lors de 72 matchs joués au total pour San Diego et Arizona.
Thatcher joue la première moitié de la saison 2014 en Arizona avant d'être échangé : en 37 sorties en relève, il présente une moyenne de points mérités de 2,63 en 24 manches lancées, avec une victoire et 25 retraits sur des prises.

### Angels de Los Angeles
Le 5 juillet 2014, Joe Thatcher et le voltigeur Tony Campana passent des Diamondbacks aux Angels de Los Angeles en échange de deux joueurs de ligues mineures, le voltigeur Zach Borenstein et le lanceur droitier Joey Krehbiel. Il accorde 6 points en 6 manches et un tiers lancées au cours de 16 brèves sorties pour le club californien et ferme sa saison 2014 avec une moyenne de points mérités de 3,86 en 30 manches et un tiers de travail en 53 rencontres au total pour les Diamonbacks et les Angels.

### Astros de Houston
Le 13 février 2015, Thatcher signe un contrat des ligues mineures avec les Astros de Houston. En 39 sorties et 19 manches lancées, sa moyenne de points mérités pour Houston s'élève à 3,79. Relégué aux ligues mineures en juillet 2015, il refuse l'assignation et teste le marché des agents libres; incapable de trouver un emploi ailleurs, il signe une nouvelle entente avec les Astros le 5 août 2015.

### Indians de Cleveland
Le 21 décembre 2015, il signe un contrat des ligues mineures avec les Indians de Cleveland.